# Massacre de Mérindol
Le massacre de Mérindol est un événement survenu au printemps 1545 dans le massif du Luberon, ordonné par le parlement d'Aix contre les Vaudois du Luberon qui venaient de se rallier à la religion protestante. Précurseur des guerres de Religion qui ensanglantent quinze ans plus tard le royaume de France, ce massacre de 3 000 personnes en cinq jours dévaste 24 villages du Luberon dont celui de Mérindol, au printemps 1545, tandis que 670 personnes sont envoyées aux galères de Marseille. Il est connu dans le détail grâce à l'enquête ordonnée quelques années plus tard et publiée par le roi Henri II de France.

## Contexte politique

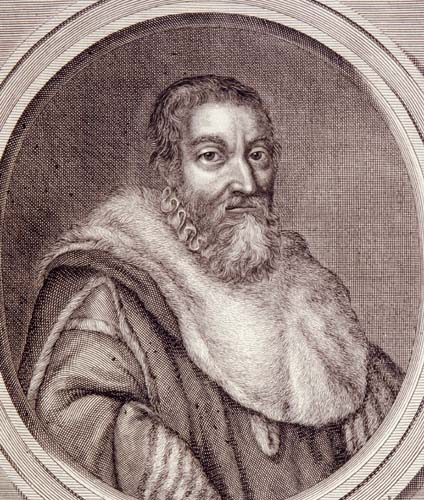
Jean Maynier Président du Parlement d'Aix organisateur du massacre, portrait réalisé en 1724.

Les protestants de l'Église évangélique vaudoise développaient leur mission évangélique en Provence, dans le Luberon et dans le Piémont avec des relations suivies avec les protestants de Bohème et de Suisse. En 1540, les Vaudois font l'objet d'une condamnation par l’édit de Mérindol. Mais ayant besoin de leur soutien contre l’empereur Charles Quint, François Ier expédie des lettres de grâce aux habitants persécutés en Provence pour cause de religion.
Cependant, en 1545, la retraite de Charles-Quint change la donne. Le 1er janvier 1545, François Ier fait promulguer l'Arrêt de Mérindol et commande une croisade contre les Vaudois de Provence. En avril, Jean Maynier, baron d’Oppède et premier président du parlement d’Aix, déclenche la persécution, menée par Joseph d'Agoult et Antoine Escalin des Aimars (aussi appelé Paulin de La Garde), général des galères et ambassadeur du roi de France, qui est en partance, depuis le port de Marseille, pour lutter contre les Anglais du côté de Boulogne-sur-Mer.

## Le massacre de la population

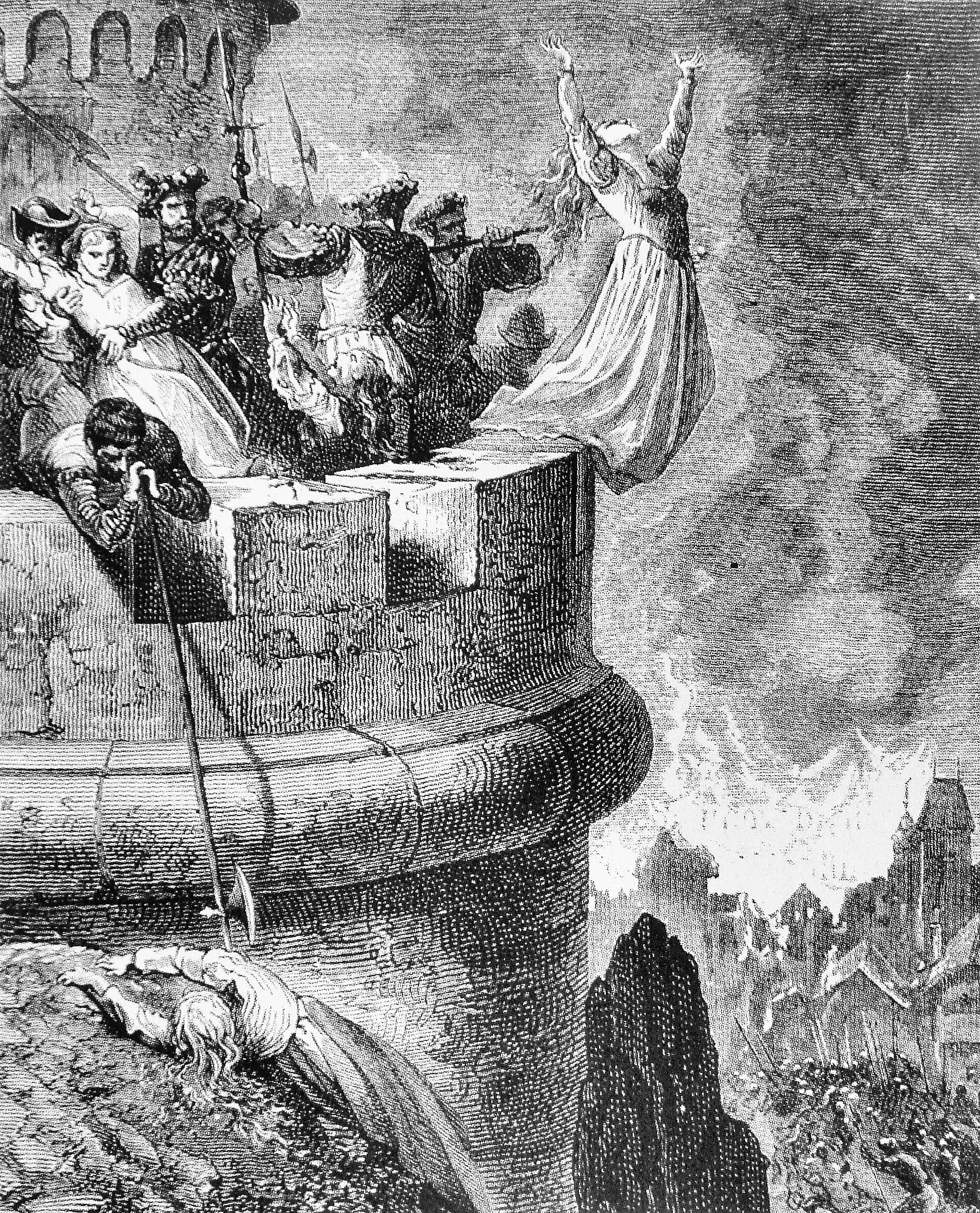
Le massacre de Mérindol vu par Gustave Doré (gravure, XIXe siècle).

Antoine Escalin des Aimars et ses troupes quittent Marseille pour éliminer les Vaudois protestants qui sont installés en Provence. Il marche sur Mérindol et les villages environnants à la tête de 2 000 combattants. 
Les villages vaudois sont pillés, les hommes massacrés ou envoyés aux galères, les femmes violées avant d’être tuées. Les terres sont confisquées. Les biens pillés sont bradés au dixième de leur prix pour payer les soldats. Les violences débordent, les villages alentour les subissent aussi. 
Le chef de la résistance vaudoise Eustache Marron a son fief à Cabrières (actuel Cabrières-d'Avignon), qui est détruit le 19 avril, tout comme 23 autres villages vaudois du Luberon, massacrés par l'armée du baron (23 villages avec Mérindol et Cabrières, parmi lesquels Cabrierettes, Peypin, La Motte d'Aygues, Saint-Martin, Nyons, La Coste, Lourmarin, Villelaure, Tresemines, La Roque d'Anthéron, Janson). Celles-ci exterminent 3 000 personnes en cinq jours et envoient aux galères 670 hommes, des deux côtés de la montagne du Luberon. De plus, le passage des soldats détruit les cultures, les troupeaux sont tués, et un nombre indéterminé de paysans meurent de faim.

## Conséquences

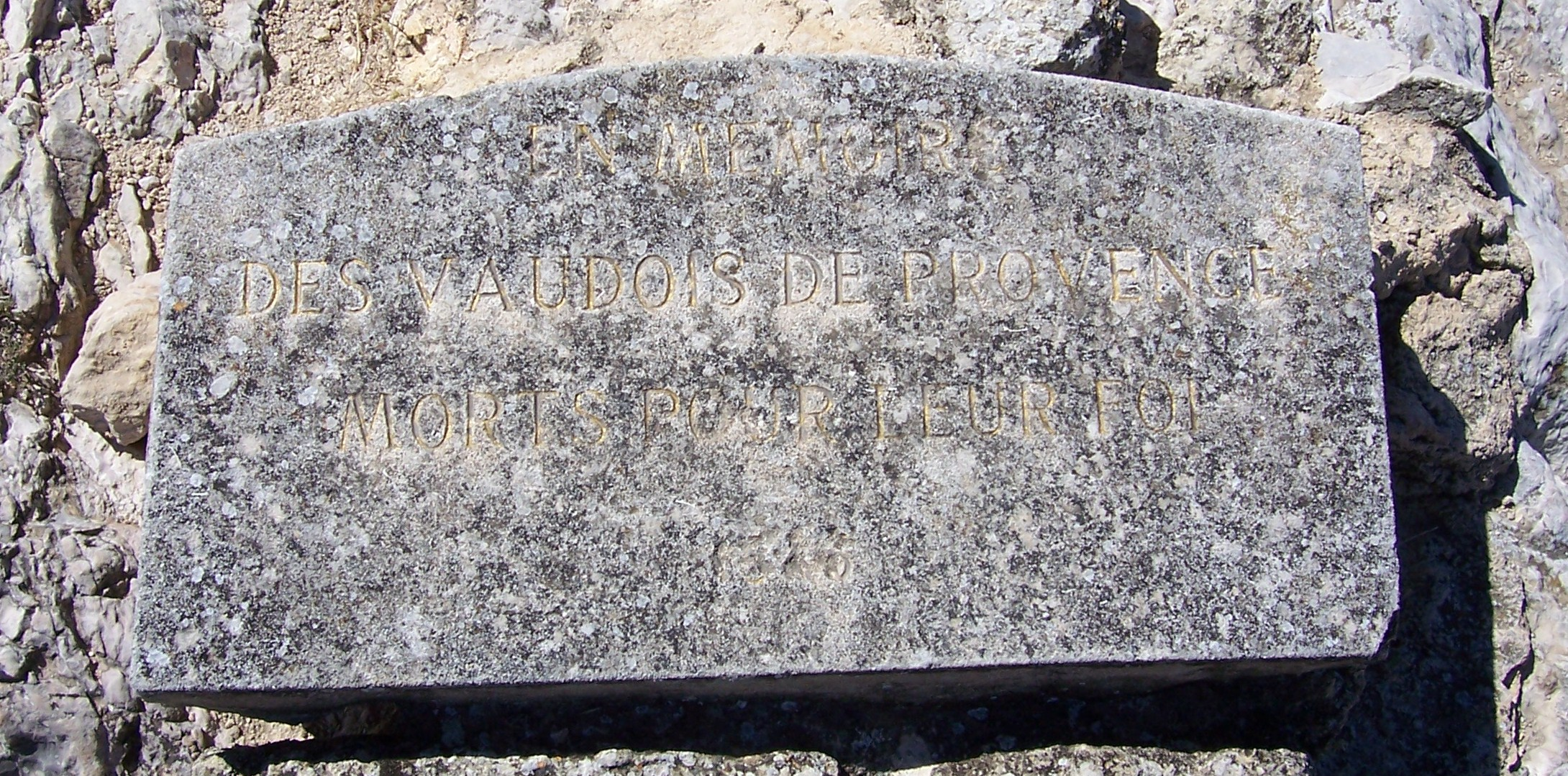
Plaque en mémoire des Vaudois massacrés à Mérindol.

À la suite de ce massacre, le pape Paul III reçoit avec tous les honneurs le président du parlement de Provence, Jean Maynier.
Lorsque Henri II de France monte sur le trône, il fait ouvrir une enquête sur ce massacre. Le parlement de Paris juge les principaux coupables de cet événement dramatique, mais les soudards comme les parlementaires qui se sont enrichis sont tous acquittés.
Les survivants vaudois de ce massacre rejoignent l'église calviniste. Certains gagnent des terres d'Empire luthériennes comme Montbéliard.
Nombreux s'exilent : Afrique du Sud, Colombie (Darién (province), actuellement au Panama...
Le 12 février 1560, au tout début des guerres de religion, Paulon de Mauvans rallie les soixante églises protestantes de Provence à la conjuration d'Amboise : deux-mille hommes sont promis au parti huguenot. Mérindol est l’une des deux places de sûreté, avec Forcalquier, accordées par l’édit de Saint-Germain aux protestants de Provence.